# Blasted Mechanism
Blasted Mechanism ist eine portugiesische Band, die 1995 von Karkov und Valdjiu gegründet wurde. Obwohl die Band mit bis zu 50.000 Konzertbesuchern in Portugal berühmt war, wurde sie erst mit ihrer Nominierung beim MTV Europe Music Awards 2007 über die Grenzen Portugals hinaus deutlich bekannter.

## Stil
Mit ihrer eigenwilligen Mischung aus elektronischer und handgemachter Musik, die sich ihrerseits aus selbst kreierter Stammesmusik, Reggae und Funk zusammensetzt, lässt sie sich schwer mit bestehenden Genres vergleichen. Sie singen „eigentlich“ in Englisch. Ihren Charakter als musikalische Globetrotter – es finden sich Parallelen zu indischer, brasilianischer oder australischer Musik – leben die Mitglieder Guitshu, Valdjiu, Ary, Simon, Fred Stone und Winga auch auf der Bühne mit ausgefallenen Kostümen und Instrumenten aus.
Sie bezeichnen ihre Musik als Rock-Stammesmusik für Außerirdische – menschlich und nicht automatisch generiert. Die auch als Theater-Band-Projekt bezeichnete Formation beschreibt sich als ein portugiesisches Kollektiv, deren Eckpfeiler Umweltschutz, kraftvolle Musik, Fairer Handel und Energie sind.

## Galerie

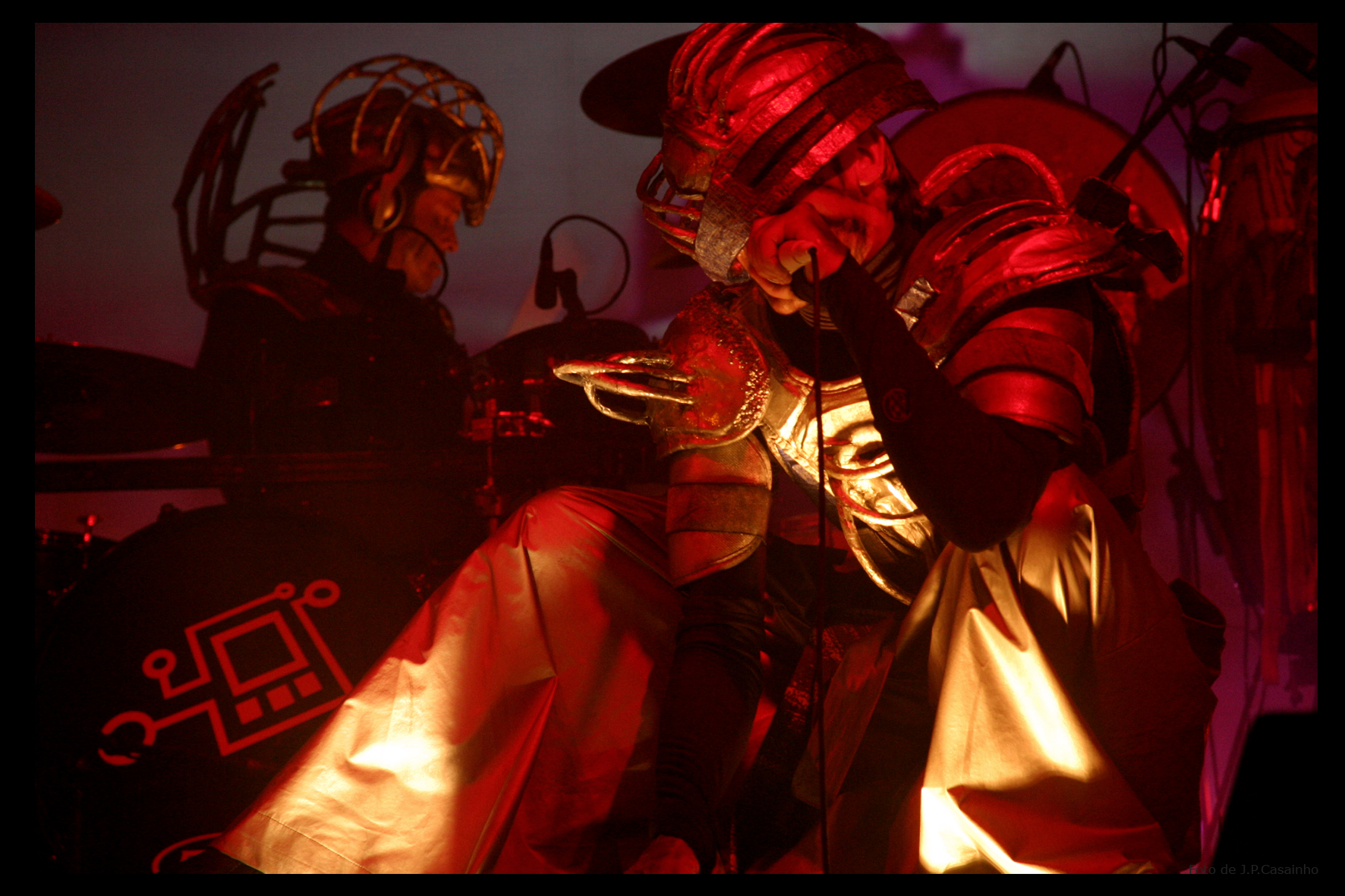
Aveiro 2005
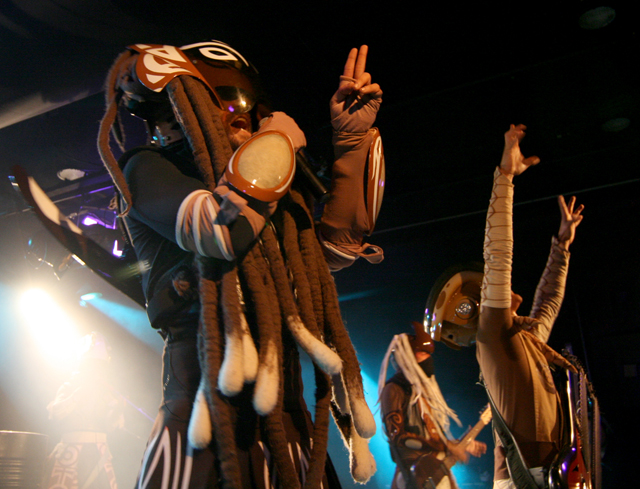
Budapest 2008
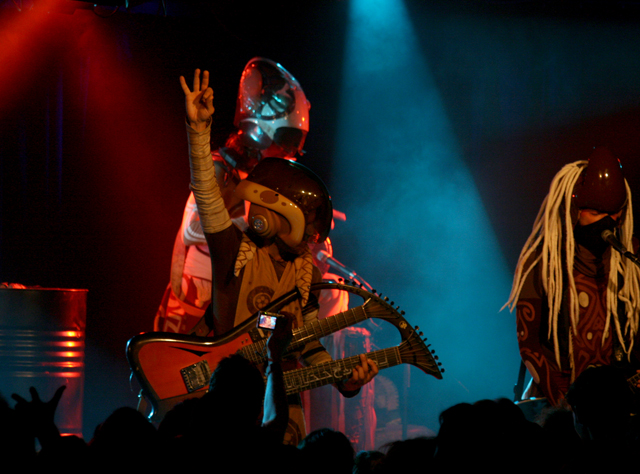
Budapest 2008
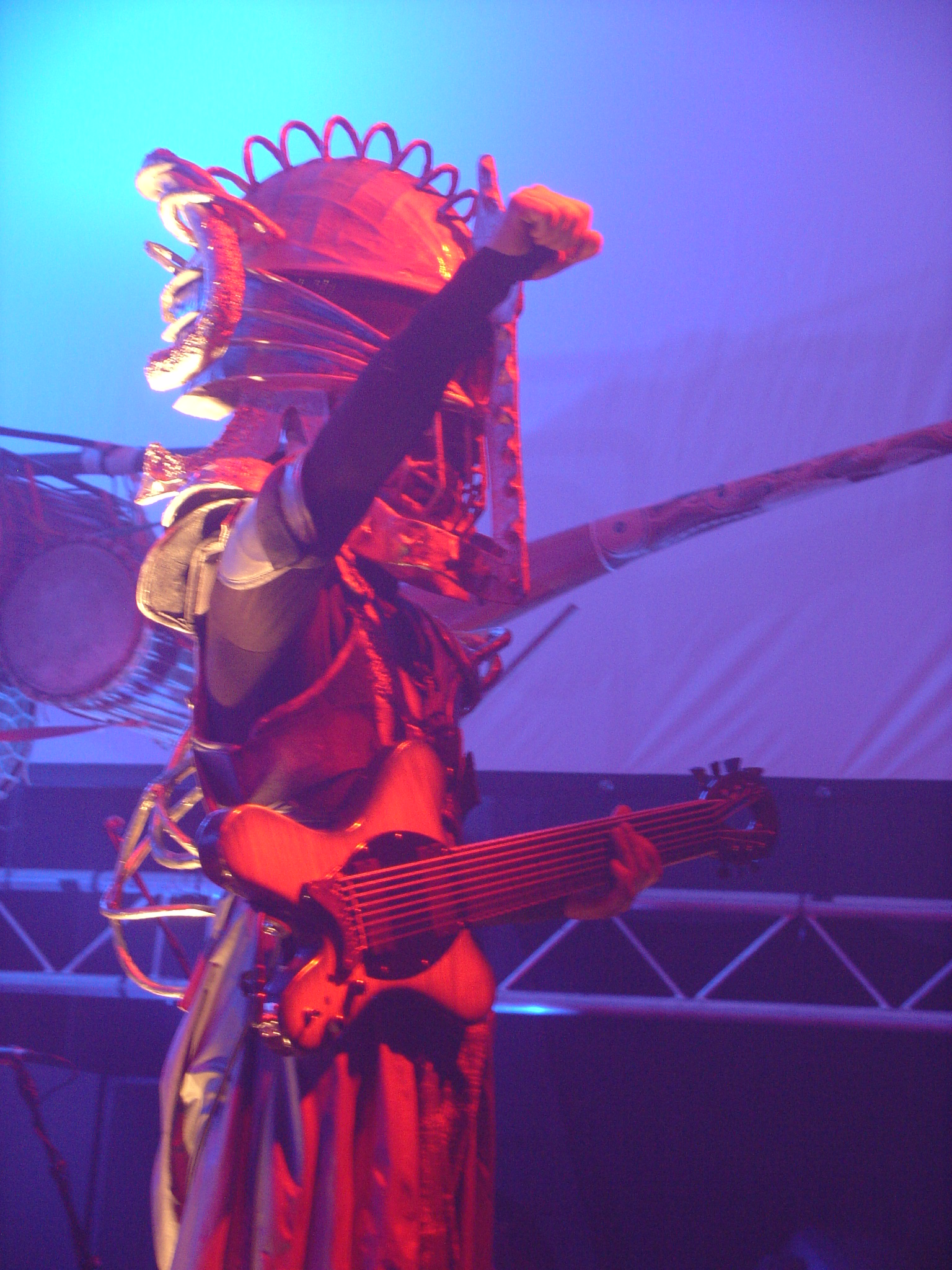
Lissabon 2005
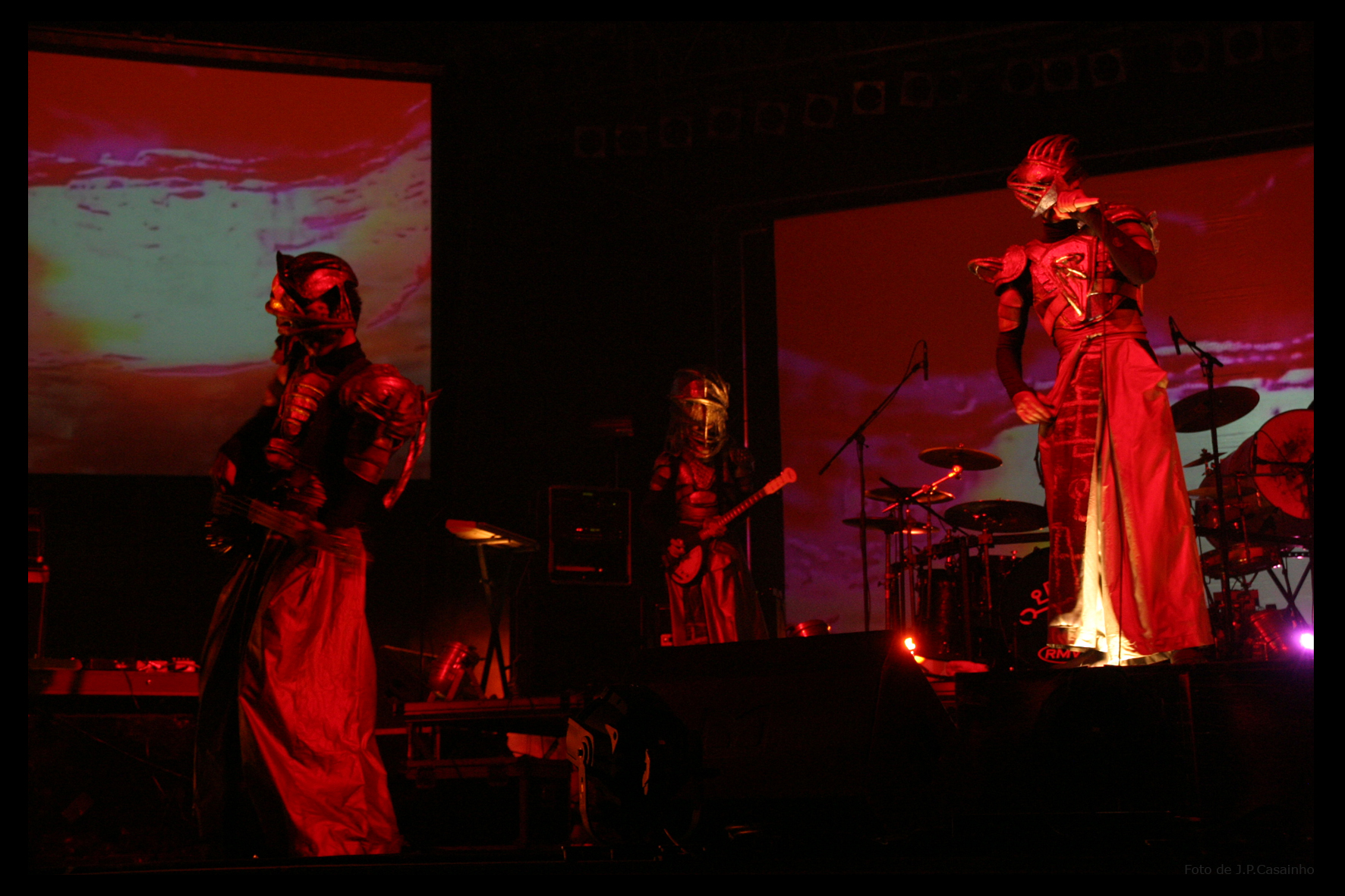
Aveiro 2006
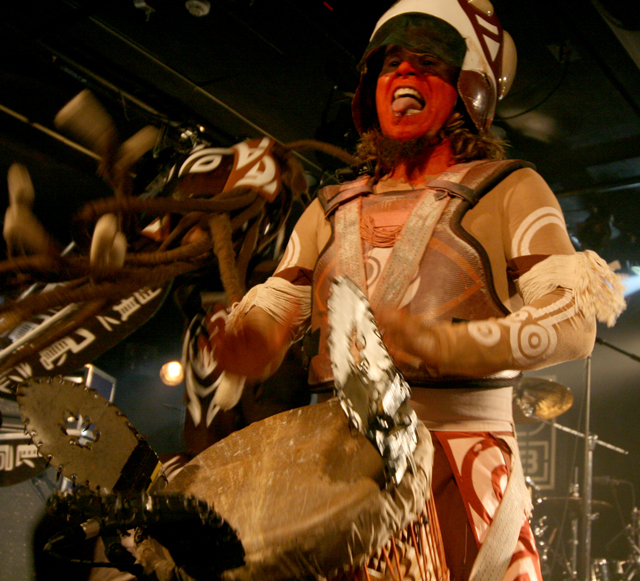
Budapest 2008
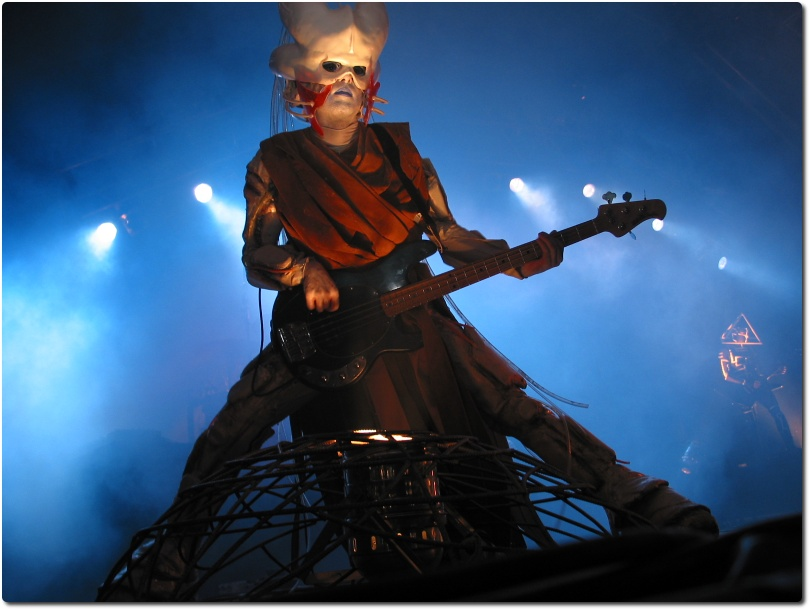
Algarve 2003

## Diskografie

### Studioalben
| Jahr | Titel                           | Höchstplatzierung, Gesamtwochen, AuszeichnungChartsChartplatzierungen (Jahr, Titel, Platzierungen, Wochen, Auszeichnungen, Anmerkungen) | Anmerkungen |
| Jahr | Titel                           | PT | Anmerkungen |
| ---- | ------------------------------- | --- | ----------- |
| 2005 | Avatara                         | PT1 Gold · (9 Wo.)PT |             |
| 2007 | Sound in Light / Light in Sound | PT2 (5 Wo.)PT |             |
| 2009 | Mind at Large                   | PT3 (4 Wo.)PT |             |
| 2012 | Blasted Generation              | PT5 (2 Wo.)PT |             |

Weitere Studioalben
- 1996: Balayashi
- 2000: Plasma
- 2000: Mix00
- 2003: Namaste

## Videoalben
- 2004: Blasted Mechanism 1996 - 2004 (Doppel-DVD)